# جيرالد برنس
جيرالد برنس (بالإنجليزية: Gerald Prince)‏ هو مؤرخ أدبي أمريكي، ولد في 7 نوفمبر 1942 في الإسكندرية في مصر.

## وصلات خارجية
- جيرالد برنس على موقع أرشيف الشارخ.